# Prisa
Prisa (acrónimo de Promotora de Informaciones, S. A.), también conocido como Grupo Prisa, es un grupo empresarial español líder en la creación y distribución de contenidos educativos, informativos y de entretenimiento en lengua española y portuguesa. Opera principalmente a través de dos unidades de negocio: Santillana, dedicada a la educación, y Prisa Media, centrada en medios de comunicación.
Entre sus principales marcas figuran los diarios El País y As; las emisoras de radio Cadena SER, Los 40, W Radio y Radio Caracol; así como la editorial educativa Moderna en América Latina. El grupo tiene presencia directa en 23 países de Europa y América, y sus medios alcanzan una audiencia global de decenas de millones de personas.
Fundado en 1972 y con sede en Madrid, Prisa cotiza en las bolsas españolas y ha sido históricamente un actor clave en el panorama mediático hispano, combinando presencia en prensa, radio, educación y contenidos digitales. En 2022 registró un crecimiento del 15 % en ingresos y del 38 % en EBITDA respecto al año anterior. En el ámbito digital, El País superó en ese mismo año los 250 000 suscriptores digitales y fue el diario más leído en España por usuarios únicos.

## Historia
La fundación de PRISA data de 1972. Los fundadores fueron José Ortega Spotorno, que ocupó el cargo presidente de la sociedad; Carlos Mendo, como consejero delegado; Darío Valcárcel, secretario del Consejo de Administración; y Ramón Jordán Urríes y Juan José de Carlos, vocales.  Ese mismo año se suma, junto a otros accionistas, Jesús de Polanco, quien acababa de fundar Timón, grupo que aglutinaba las editoriales Santillana (fundada en 1958), Alfaguara, Taurus, Altea y Mangold.
La constitución de PRISA tenía como principal objetivo el lanzamiento de un nuevo diario: EL PAÍS. La gestación de este proyecto culminó el 4 de mayo de 1976, con la publicación del primer número bajo la dirección de Juan Luis Cebrián.
En 1984, Jesús Polanco fue elegido presidente de PRISA, cargo que desempeñaría hasta su fallecimiento el 21 de julio de 2007, cuando el consejo de administración de PRISA nombró presidente del grupo a su hijo, Ignacio de Polanco, del que era vicepresidente desde 2006.

### Crecimiento
El Grupo Prisa trabaja en su crecimiento y fortalecimiento en el ámbito tanto de la información como de la educación. Así, en el año 1985 PRISA se convierte en el accionista mayoritario de la cadena SER (fundada en 1924).
En 1989 se hace con el diario económico Cinco Días, que había sido fundado en 1978 y es hoy el decano de la prensa económica española. También en el año 1989 el grupo funda Sociedad Gestora de Canal+, más tarde conocida como Sogecable, pionera en la emisión de televisión satélite digital y sistema de abonados en España. El primer canal en emisión (1990) fue Canal+. En 1994 Sogecable lanza canal Satélite Digital, la mayor oferta de televisión por satélite en España, con un paquete de cuatro canales temáticos de pago: Cinemanía, Documania, Cineclassic, y Minimax.
En 1996 adquiere el periódico AS, el segundo diario en difusión de la prensa deportiva española. Y un año después, en 1997 se incorpora al grupo el canal satélite Digital lanza la primera oferta europea de televisión digital de pago en castellano.
En el año 2000 da el primer salto a América al entrar en Radio Caracol y ese mismo año comienza su cotización en bolsa. Cinco años después, en 2005, Canal + cedería su señal a la cadena generalista Cuatro.
Entre 2001 y 2006 Prisa fortalece su presencia en Latinoamérica: adquiere la editorial brasileña Moderna, a través de Santillana; entra en Radiópolis, una de los conglomeradas radiofónicos más importantes de América Latina en la que se integran marcas como W Radio, y completa su adquisición de la empresa radiofónica Grupo Latino de Radio (GLR). Adquiere además las radios argentinas Radio Continental y Radio Estéreo y compra Iberoamericana Radio Chile, la primera cadena de radio del país; establece una sociedad con el Grupo Garafulic (incluyendo los diarios La Razón, Extra, los canales ATB, RTP y el sitio web Bolivia.com).

### Tras el fallecimiento de Jesús Polanco
Tras el fallecimiento de Jesús de Polanco el 21 de julio de 2007, el consejo de administración de PRISA nombró presidente del grupo a su hijo, Ignacio de Polanco, del que era vicepresidente desde 2006.
En marzo de 2014, PRISA vende parte del grupo Santillana, la editorial Alfaguara, a Penguin Random House por 72 millones de euros.
En 2014, el Grupo PRISA cerró la venta de su participación del 56% en el canal Digital+ comercializado bajo la denominación Canal+ España a Telefónica por un importe estimado en 750 millones de euros.
En 2017 Manuel Polanco, se convierte en nuevo presidente del Grupo PRISA. Y en julio de ese mismo año, Altice anunció la adquisición de Media Capital, empresa portuguesa dedicada a los medios de comunicación, que en particular es propietaria de TVI, de PRISA, por aproximadamente 440 millones de euros, pero que se niega poco después a venderla a Altice.
En 2018 el grupo cuenta con nueve presidente con la llegada de Javier Monzón, que sería sustituido en 2021 por Joseph Oughourlian.
En enero de 2021, Vivendi anunció la adquisición de una participación en el capital de PRISA, que asciende al 9,9%. En 2022 alcanzó unos ingresos de 850 millones de euros, lo que suponía un 15 % más, respecto al año anterior. Y en ese mismo 2022 el grupo creó una Comisión de Sostenibilidad y la dirección de sostenibilidad y puso en marcha su primer Plan Director de Sostenibilidad 2022-2025. Esta hoja de ruta refuerza el compromiso del grupo con la sostenibilidad y los criterios ESG, alineándose con los Objetivos de Desarrollo Sostenible (ODS) de Naciones Unidas.
En julio de 2023 fue nombrada como Vicepresidenta Segunda del Grupo PRISA Pilar Gil Miguel.

## Media
Engloba las marcas informativas del grupotanto las cabeceras de noticias como las unidades de PRISA Vídeo y PRISA Audio.

### Prensa escrita en España
- El País, diario generalista español más leído en español. La audiencia de elpais.com superó en julio de 2022 los 18 099 000 usuarios únicos. Su edición impresa cuenta con 762 000 lectores diarios, según la segunda ola del EGM de 2022.
- As, segundo diario deportivo más leído en español. La audiencia de as.com superó en mayo de 2020 los 17 559 000 usuarios únicos. Su edición impresa cuenta con 395 000 lectores diarios, según la segunda ola del EGM de 2022.
- Cinco Días, diario decano de la prensa económica en España. La audiencia de cincodias.com superó en abril de 2023 los 3 900 000 usuarios únicos.
- El HuffPost, edición española del diario estadounidense. La audiencia de huffpost.es superó en julio de 2022 los 9 068 000 usuarios únicos.
- El Progreso, información general, distribuido fundamentalmente en la provincia de Lugo.
- Diario de Pontevedra, información general, distribuido fundamentalmente en la ciudad de Pontevedra y comarcas próximas.
- Odiel Información
- Diario Jaén
- Canarias 7
- Diario de Avisos
- Diario de Noticias de Álava
- Diario del Alto Aragón
- Diario de Noticias de Guipúzcoa
- Diario de Noticias de Navarra
- El Adelantado de Segovia
- El Punt
- La Gaceta Regional
- La Voz de Almería
- El Correo de Andalucía
- Le Monde. El 15% es propiedad del grupo Prisa.
- Extra

Además tiene el 11% de Presse Europe Régions, holding que controla el 60% de Midi Libre, editor, entre otros, de Midi Libre y L'Indépendant 

#### Radio en España
Prisa Radio es la división radiofónica de la compañía. Es el mayor grupo de radio en español, con alrededor de 22 millones de oyentes entre España e Hispanoamérica. En España posee la emisora generalista más escuchada del país:
- Cadena SER,

y las emisoras musicales:
- Los 40 (música actual).
- Los 40 Classic (música vintage).
- Los 40 Dance (música electrónica).
- Los 40 Urban (música urbana).
- Cadena Dial (música en español) .
- Radiolé (música española).

### Prensa en América
- En Argentina es socio en Papel Prensa junto con el Grupo Clarín y La Nación, lo que los hace dueños del 72% del papel para diarios y revistas de Argentina.
- En México es responsable junto a Televisa de la edición mexicana de Rolling Stone.
- La Razón (Bolivia).
- El Nuevo Día (Puerto Rico)

### Radio y televisión en América
En Hispanoamérica cuenta con más de 1.250 emisoras entre propias, participadas y asociadas, en países como Chile, Colombia, Costa Rica, Panamá o México.
- En Estados Unidos es propietaria de Caracol Radio Miami, W Radio Miami y W Radio Los Ángeles y la red de contenidos radiofónicos GLR Networks.
- En México es propietaria en un 50% de Radiópolis (grupo que conglomera radios como W Radio o Los 40, el otro 50% es controlado por Televisa).
- En Chile es dueña de Ibero Americana Radio Chile, consorcio de 10 cadenas que concentran más del 50% de la programación nacional. Entre sus marcas figuran Radio ADN, Radio Concierto, Rock & Pop, Los 40, solo por mencionar algunas.
- En Colombia es propietaria de los sistemas radiales hablados más importantes como Caracol Radio y W Radio, además de las cadenas musicales Tropicana, Radioacktiva, Bésame Radio, Los 40, W+ y Radio Santa Fe. También es el principal proveedor de contenido del Canal 1, hasta el 31 de Marzo de 2025 cuando fue desinvertido.
- En Costa Rica opera las estaciones VIVA Radio, Los 40 y Bésame Radio en conjunto con el Grupo Nación y la empresa mexicana Multimedios.
- En Ecuador mantiene un convenio con el grupo RGA Comunicaciones para operar Los 40 en dicho país.
- En Panamá opera la emisora generalista Radio Panamá y la radiofórmula Los 40.
- En Bolivia, anteriormente fue dueña de los activos del Grupo Garafulic (ATB, La Razón, Extra, El Nuevo Día, Bolivision, Bolivia.com entre otros) desde el 2002 hasta su posterior venta a Aikashi Investiments en 2009.[35]

## PRISA Vídeo
Desde 2021 PRISA ha fortalecido su área de Vídeo unificando sus fuerzas bajo la división de PRISA Vídeo y con la incorporación, un año más tarde, de la productora audiovisual LACOproductora. Desde esta área se desarrollan y coordinan las distintas actividades audiovisuales del grupo con el diseño de nuevos contenidos y formatos digitales para las diferentes cabeceras de PRISA Media, así como para terceros. 
El grupo también ha creado la unidad de negocio de PRISA Audio, la plataforma de PRISA que integra todos los contenidos de audio no lineal (podcast) del grupo: EL PAÍS, AS, Cadena SER, Podium Podcast, Cadena Dial, LOS40 y las emisoras en Latinoamérica W Radio, Caracol Radio y ADN Chile, entre otros. Se lanzó en 2021 y solo seis meses después se convirtió en líder mundial de la producción mundial de audio no lineal en español con más de 412 millones de descargas y 800 millones de horas de escucha.
En Estados Unidos posee el 12% del canal de habla hispana por cable V-me y en Bolivia cuenta con Radio Televisión Popular.

## Santillana
Prisa, ofrece a través de Santillana servicios y contenidos didácticos (soluciones integrales, libros de texto, recursos digitales, material de apoyo, etc.) en todas las etapas educativas y publicados en español, portugués e inglés. Igualmente realiza asesoramiento a las escuelas, lo que refuerza su compromiso con la Agenda 2030 y actúa como agente transformador en la educación, ayudando a crear mejores oportunidades de vida a millones de estudiantes.
Santillana  está presente en España y 21 países de  Iberoamérica  desde hace más de 50 años. Comprende varias editoriales y sistemas de enseñanza digitales:
- Santillana: creación de contenidos educativos para todas las etapas formativas y adecuados a la normativa de cada país.
- Richmond: contenidos interactivos y multiformato para hacer del aprendizaje de los idiomas inglés y español como lengua extranjera una experiencia estimulante y efectiva.
- Norma[39]
- Salamandra[40]
- Compartir: ecosistema digital de Santillana dirigido a los docentes y la administración.
- Sistema UNOi: plataforma que permite la gestión de la estructura escolar y sus contenidos digitales de acuerdo a las necesidades de cada colegio.
- Sistema CREO: CREO prepara a los estudiantes para enfrentarse a los retos del mundo de hoy, inculcándoles los valores cristianos que los acompañarán toda la vida y que harán de ellos personas maduras que trabajen por y para la sociedad.
- Loqueleo: sello joven y dinámico que recoge el gran fondo editorial infantil y juvenil con el que Santillana ha acercado la mejor literatura a las escuelas durante los últimos treinta años.

## Accionariado
A fecha de junio de 2023, los principales accionistas de Prisa eran los siguientes:
1. Amber Capital UK LLP (29,568%)
2. Vivendi (11,795%)
3. Rucandio S. A. (7,611%)
4. Global Alconaba (7,076%)
5. Control Empresarial de Capitales, S.A. de C.V. (7,015%)
6. Khalid Thani Abdullah Al Thani (4,918%)
7. Roberto Lázaro Alcántara Rojas (4,805%)
8. Banco Santander (4,145%)
9. Carlos Fernández González (4,027%)
10. Melqart Opportunities Master Fund Ltd (3,563%)
11. Polygon European Equity Opportunity Master Fun (0,96%)

El accionariado de Prisa ha evolucionado significativamente entre 2009 y 2020 debido a las dificultades económicas del grupo. La familia Polanco que en 2009 controlaba el 71% de las acciones, vio su participación disminuir por debajo del 8%. En las sucesivas ampliaciones de capital entraron en el accionariado empresarios acaudalados, fondos de capital riesgo y también bancos españoles que canjearon por acciones las deudas que Prisa había contraído con ellos. En julio de 2016, el grupo inglés Amber Capital pasó a hacerse con el control de la mayor parte de las acciones del Grupo Prisa.